# Djelitelj
Djelitelj nekog cijelog broja {\displaystyle n} je drugi cijeli broj koji dijeli {\displaystyle n} bez ostatka.
Najveći zajedniči djelitelj brojeva dva broja {\displaystyle a,b} je najveći broj koji dijeli oba {\displaystyle a,b} bez ostatka.

## Objašnjenje
Naziv "djelitelj" dolazi od aritmetičke operacije dijeljenja: ako je a : b = c, a je djeljenik, b je  djelitelj, a c količnik.
1 i -1 su djelitelji svakog broja, svaki cijeli broj je vlastiti djelitelj, a svaki cijeli broj je djelitelj 0, osim što nula nije djelitelj.
Pravila dijeljenja nam omogućuju prepoznavanje određenih djelitelja nekog broja prema njegovim znamenkama.